# Das Buch in dem die Welt verschwand
Das Buch in dem die Welt verschwand ist ein Roman des deutschen Schriftstellers Wolfram Fleischhauer. Der im 2003 erschienene historische Krimi erzählt vor dem Hintergrund geheimnisvoller Todesfälle von den Veränderungen im Zeitalter der Aufklärung.

## Handlung
Im Prolog unternimmt Nicolai Röschlaub mit seiner Enkelin eine Fahrt mit der neuen, ersten deutschen Eisenbahn zwischen Nürnberg und Fürth. Danach will er eine frühere Bekannte besuchen und erinnert sich an Ereignisse, die über 50 Jahre vorher stattgefunden haben.
Der junge Röschlaub, Lizenziat (junger Arzt) in Nürnberg, wird zum Schloss des Grafen von Alldorf gerufen, doch er kann nur noch den Tod des alten Mannes feststellen – er bemerkt eine Vomika, eine Verwachsung unter der Lunge. Nach einem weiteren Todesfall, einen Mord unter mysteriösen Umständen, wird eine junge Frau gefunden, in die sich Röschlaub verliebt. Vor dem Grafen war schon seine Frau und sein Sohn gestorben. Die Untersuchung der Vorfälle übernimmt der Justizrat Di Tassi vom Reichskammergericht in Wetzlar, der eine Verbindung zu Überfällen auf Kutschen der Postrouten vermutet und einem groß angelegten Finanzbetrug zugunsten einer Geheimorganisation auf die Spur kommt. Der intelligente, aber naive Röschlaub verliert sich in der Vielzahl von Erklärungsversuchen: Wollen sich süddeutsche Buchhändler gegen ihre norddeutsche Konkurrenz wehren? Intrigieren die protestantischen Fürsten gegen den katholischen Kaiser? Welche Rolle spielen die Geheimgesellschaften?
Gemeinsam mit der Frau reist er erst nach Leipzig und schließlich nach Königsberg, wo er einige Antworten findet.

## Hintergrund
Im Roman trifft die alte Zeit mit ihren vorwissenschaftlichen Vorstellungen (insbesondere in der Medizin), mit ihren verkrusteten Gesellschaftsstrukturen (der Gliederung in Adel, Bürgertum und niederem Volk), mit der Vielzahl an Staaten (Kaisertum und kleinste Fürstenstaaten) auf die neuen Ideen der Aufklärung, den reformerischen Ansätzen in Preußen und den neuen wissenschaftlichen Erkenntnissen.
Weitere Themen werden eingeflochten:
- Die ersten Theorien über Bakterien, hier Miasma-Tierchen genannt.
- Die Vorstellungen von Freimaurer, Rosenkreuzern und Illuminaten.
- Wissenschaftliche Neuerungen wie die Laterna Magica.
- Die von Leopold Auenbrugger entwickelte ärztliche Untersuchungsmethode der Perkussion.
- Immanuel Kants Werk Kritik der reinen Vernunft.

Aus dem Buch Der Salon von Heinrich Heine werden im Epilog ganze Abschnitte zitiert.

## Kritiken
Nach Thomas Harbach auf sf-radio.net vereint der Roman ein sehr authentisches Bild des achtzehnten Jahrhunderts mit einer gänzlich abstrakten Lösung. „Um wirklich gut unterhalten zu sein, muss der Leser diesen augenscheinlichen Bruch akzeptieren... Mit diesem sehr intellektuellen Schluss bricht (Fleischhauer) ... mit den Konventionen klassischer Krimis. Es gibt keinen Täter, es gibt nur Opfer, es gibt kein Motiv, es gibt nur eine Idee.“

## Erstausgabe
- Wolfram Fleischhauer: Das Buch in dem die Welt verschwand, Roman mit 492 Seiten, Droemer, München 2003, ISBN 3-426-19672-7